# The Midsummer Station
The Midsummer Station é o quarto álbum de estúdio do projeto americano Owl City lançado em 17 de agosto de 2012 pela Universal Republic.

## Escrita e desenvolvimento
Depois do álbum anterior de Owl City, All Things Bright and Beautiful (2011) ter vendido apenas 143.000 cópias nos Estados Unidos, Adam Young começou a trabalhar em faixas demo para The Midsummer Station em janeiro de 2012. Ao contrário de seus álbuns anteriores, Young trabalhou com diferentes compositores e produtores pela primeira vez, incluindo Stargate, Emily Wright e Matthew Thiessen. Young estava inicialmente com medo de colaborar com os outros, "Eu nunca trabalhei com alguém antes. Eu fiz tudo sozinho exceto para masterização. É um trabalho grande para um indivíduo, especialmente um perfeccionista, então eu sabia que eu queria tentar experimentar com outras pessoas."
Em 15 de maio de 2012, Young lançou o EP Shooting Star, que consistia em quatro canções que seriam apresentadas no The Midsummer Station. Muitos criticaram o EP, dizendo que era muito diferente dos trabalhos anteriores de Young. Em seu blog, Young defendeu a sua escolha para o novo som do EP e do álbum, afirmando que acredita que 'é uma chatice para ouvir um artista de qualquer tipo, ' Sim é grande mas é muito parecido com o seu anterior trabalho.' (...) Criatividade é tudo sobre empurrando fronteiras e pressionando para a frente". Em uma entrevista com PureVolume, Young declarou que as faixas desta gravação são muito mais escuras, com mais influência de seus próprios sonhos, pesadelos e auto-reflexão.
O álbum foi originalmente planejado para ter como data de lançamento no dia 14 de agosto de 2012 em todo o mundo, para além do Reino Unido onde iria ser lançado em 17 de setembro de 2012. Em 21 de junho de 2012, foi anunciado que a data de lançamento mundial seria adiada para 21 de agosto de 2012. Em 12 de julho de 2012, Young anunciou via Twitter que a data de lançamento no Reino Unido seria antecipado para 20 de agosto de 2012. O álbum foi lançado em 17 de agosto, em outros países, incluindo a Austrália.

## Singles
A faixa título do EP, "Shooting Star" foi destinada a ser o primeiro single da estação de verão, mas a colaboração de Carly Rae Jepsen, "Good Time" foi escolhida em vez disso, devido ao sucesso de "Call Me Maybe" de Jepsen. "Good Time" foi lançado em 26 de junho de 2012, e até agora atingiu a nona posição na Billboard Hot 100.

## Faixas
| Edição padrão |                                              |                                                                            |                                     |         |  |
| N.º           | Título                                       | Compositor(es)                                                             | Produtor(es)                        | Duração |  |
| 1.            | "Dreams and Disasters"                       | Adam Young, Emily Wright, Nate Campany                                     | Adam Young                          | 3:45    |  |
| 2.            | "Shooting Star"                              | Young, Mikkel S. Eriksen, Tor Erik Hermansen, Matthew Thiessen, Dan Omelio | Stargate, Adam Young                | 4:07    |  |
| 3.            | "Gold"                                       | Josh Crosby, Campany, Wright                                               | Josh Crosby, Adam Young (add.)      | 3:56    |  |
| 4.            | "Dementia" (com participação de Mark Hoppus) | Young                                                                      | Adam Young                          | 3:31    |  |
| 5.            | "I'm Coming After You"                       | Young, Thiessen, Brian Lee                                                 | Adam Young, Brian Lee (add.)        | 3:29    |  |
| 6.            | "Speed of Love"                              | Young, Thiessen, Sam Hollander                                             | Adam Young                          | 3:28    |  |
| 7.            | "Good Time" (com Carly Rae Jepsen)           | Young, Thiessen, Lee                                                       | Adam Young                          | 3:26    |  |
| 8.            | "Embers"                                     | Young, Wright, Campany                                                     | Adam Young                          | 3:45    |  |
| 9.            | "Silhouette"                                 | Young                                                                      | Adam Young                          | 4:12    |  |
| 10.           | "Metropolis"                                 | Young, Thiessen                                                            | Adam Young, Matthew Thiessen (add.) | 3:39    |  |
| 11.           | "Take It All Away"                           | Young, Allan P. Grigg, Wright, Campany                                     | Kool Kojak, Adam Young              | 3:31    |  |

| Faixa bônus iTunes Store |                    |                 |              |         |  |
| N.º                      | Título             | Compositor(es)  | Produtor(es) | Duração |  |
| 12.                      | "Bombshell Blonde" | Young, Thiessen | Adam Young   | 3:26    |  |

| Faixa bônus do Japão |                    |         |  |
| N.º                  | Título             | Duração |  |
| 12.                  | "Top of the World" | 3:30    |  |

- Créditos adaptado do encarte do álbum.[12]

## Posições
| País — Tabela musical (2012)              | Posição de pico |
| ----------------------------------------- | --------------- |
| Alemanha — German Albums Chart            | 44              |
| Austrália — Australian Albums Chart       | 29              |
| Bélgica — Belgian Albums Chart (Flanders) | 82              |
| Bélgica — Belgian Albums Chart (Valónia)  | 144             |
| Canadá — Canadian Albums Chart            | 1               |
| Estados Unidos — Billboard 200            | 7               |
| Países Baixos — Dutch Albums Chart        | 36              |
| França — French Albums Chart              | 192             |
| Nova Zelândia — New Zealand Albums Chart  | 24              |
| Noruega — Norway Albums Chart             | 35              |
| Suíça — Swiss Albums Chart                | 61              |
| Reino Unido — UK Albums Chart             | 34              |